# フレデリック・モーリス・ド・ラ・トゥール・ドーヴェルニュ (オーヴェルニュ伯)
フレデリック・モーリス（2世）・ド・ラ・トゥール・ドーヴェルニュ（Frédéric-Maurice (II) de La Tour d'Auvergne, 1642年1月15日 - 1707年11月23日）は、ブルボン朝時代フランスの貴族・軍人。オリエルグ伯及びランケ侯爵だが、宮廷儀礼上はオーヴェルニュ伯を名乗った。最終階級は陸軍中将。
ブイヨン公フレデリック・モーリスとその妻エレオノール・ファン・デン・ベルフの間の次男。1662年5月1日、母の従妹のベルヘン・オプ・ゾーム辺境女伯マリア・エリーザベト・ファン・デン・ベルフと、その夫のホーエンツォレルン＝ヘヒンゲン侯アイテル・フリードリヒ2世の間の一人娘フランツィスカと結婚、1698年に死別するまでに、間に13人の子をもうけた。
- 息子（1663年 - 1664年）
- フレデリック・ゴドフロワ（1664年 - 1672年頃）
- エリザベート・エレオノール（1665年 - 1746年） - トリニー＝シュル＝ヴィル女子修道院長
- ルイーズ・エミリー（1667年 - 1737年） - モンマルトル女子修道院長
- マリー・アンヌ（1669年 - 1763年） - 修道女
- エマニュエル・モーリス（1670年 - 1702年） - 聖ヨハネ騎士団員（聖職）
- アンリ・オズワール（フランス語版）（1671年 - 1747年） - トゥール大司教、ヴィエンヌ大司教、枢機卿
- フランソワ（1672年 - ?） - 夭折、ヴィムーユ公
- アンリエット（1673年 - ?） - 夭折
- ルイ・フレデリック（1674年 - ?） - 夭折
- フランソワ・エゴン（1675年 - 1710年） - オーヴェルニュ公及びベルヘン・オプ・ゾーム辺境伯（侯爵）、1707年アーレンベルク公女マリー・アンヌと結婚
  - マリー・アンリエット（1708年 - 1728年） - 1722年プファルツ＝ズルツバッハ公ヨハン・クリスティアンと結婚
- フレデリック・コンスタンタン（1682年 - 1732年） - オリエルグ伯
- テレーズ・アンリエット（1683年 - ?） - 夭折

1699年4月2日エリーザベト・ファン・ワッセナール＝ステレンブルフと再婚したが、1704年に死別している。

## 引用・脚注
1. 1 2 3  Paul Theroff. “La Tour d’Auvergne”.   Paul Theroff's Royal Genealogy Site. 2020年1月4日閲覧。
2. 1 2  Frederic Maurice, Cte d'Auvergne, Cte d'Oliergues, Marquis de Lanquais, etc,Genealogy.euweb.de La Tour3.